# Tsinghua Tongfang

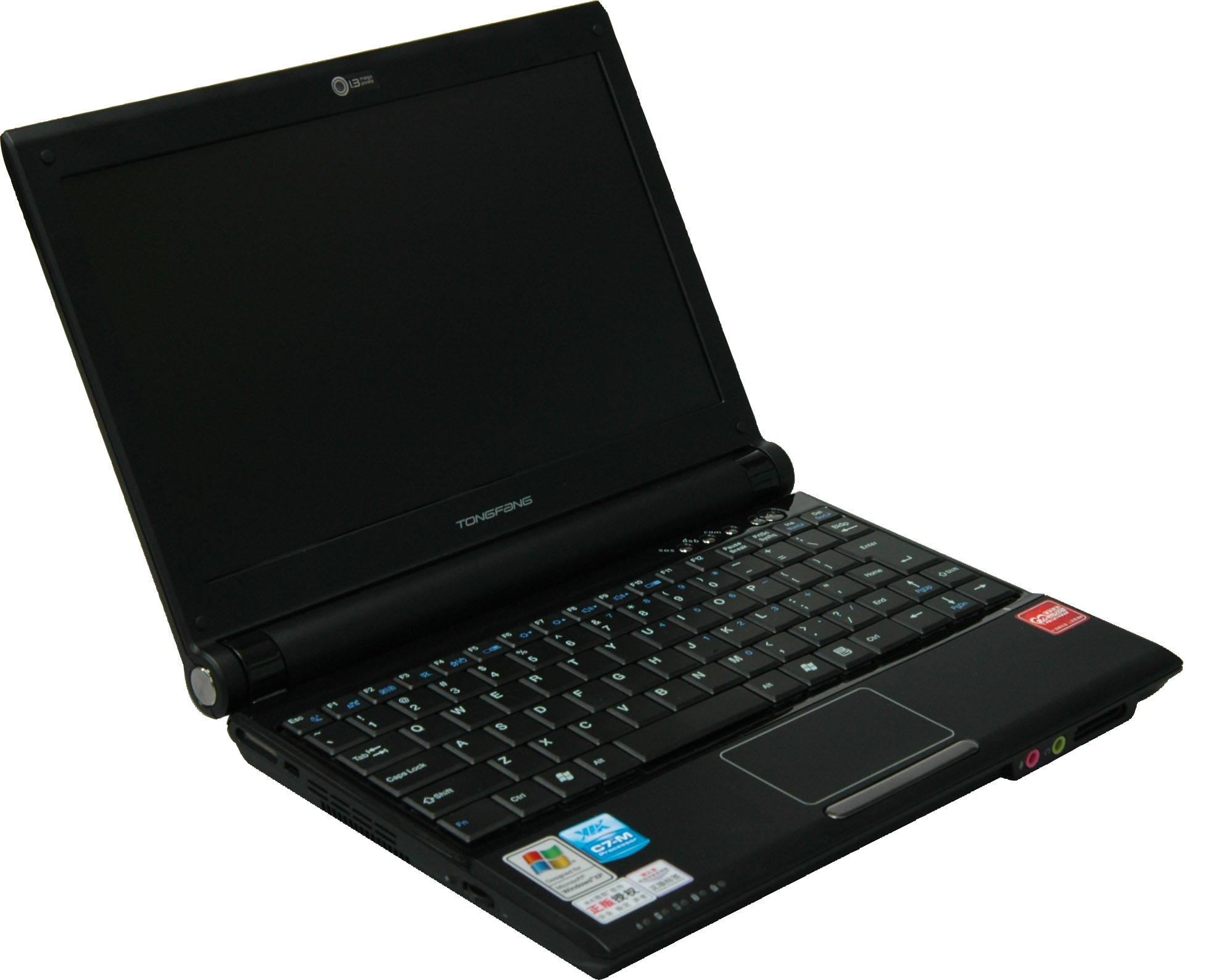
Tongfang-Laptop

Tsinghua Tongfang (chinesisch 清華同方 / 清华同方, Pinyin Qīnghuá tóngfāng) ist ein chinesisches Unternehmen mit Sitz in Peking. Es ist eine Ausgründung der Tsinghua-Universität bzw. deren Tsinghua Holdings. Seit 1997 wird das Unternehmen vom Universitätsprofessor Lu Zhicheng geleitet.
Als Mischkonzern ist das Unternehmen in den Bereichen Computertechnologie, digitale Medien, Internet, Energie, Nukleartechnologie und Biomedizin tätig. 50,4 Prozent des Unternehmens werden vom Unternehmen Tsinghua Holdings (Beijing Tsinghua University Enterprise Group) gehalten. Am 27. Juni 1997 ging das Unternehmen an die Börse in Shanghai. 2003 betrug der Umsatz 6,7 Mrd. Yuan.
Das Unternehmen produziert seit 2010 auch LED-Chips.
Der Konzern hatte im Jahr 2013 eine jährliche Produktionskapazität von 10 Mio. LC-Displays. Als Hauptabnehmer wird insbesondere Sharp genannt.